# Маунт Олив (округ Џеферсон, Алабама)
Маунт Олив (енгл. Mount Olive, Jefferson County) насељено је место без административног статуса у америчкој савезној држави Алабама.

## Демографија
По попису из 2010. године број становника је 4.079, што је 122 (3,1%) становника више него 2000. године.
| Група             | 2000.         | 2010.         |
| Белци             | 3.853 (97,4%) | 3.974 (97,4%) |
| Афроамериканци    | 3 (0,1%)      | 41 (1,0%)     |
| Азијати           | 2 (0,1%)      | 11 (0,3%)     |
| Хиспаноамериканци | 31 (0,8%)     | 22 (0,5%)     |
| Укупно            | 3.957         | 4.079         |